# لسلی -ان هاف
لسلی-ان هاف یک بازیگر آمریکایی است. او بیشتر بخاطر نقش پنلوپه در برنامه کمدی مناسبتی شبکه دیزنی به نام سونی با یک شانس معروف است.

## کودکی
هاف در دره سن فرناندو متولد شد و بزرگ شد. پدر او آمریکایی و دارای‌تبار انگلیسی است و مادرش فیلیپینی است.

## مدرسه
او به دانشگاه کالیفرنیا، بکرلی رفت. او بشدت با جامعه فیلیپینی‌ها نزدیک بود و در تهیه نمایش شبانه فرهنگی فیلیپینی‌ها همکاری کرد.

## مسیر شغلی
کار او از سال ۲۰۰۶ با نقشی در سریال تلویزیونی سی‌اس‌آی: نیویورک شروع شد. او در چندین سریال تلویزیونی بازیگر مهمان بود؛ ازجمله ان سی آی اس، استخوان‌ها، روزهای زندگی ما، چاک و اصیل‌ها.
در سال ۲۰۰۸، او برای بازی در فیلم پرتگاه توت فرنگی انتخاب شد.
در سال ۲۰۰۹، در اولین سریال اختصاصی شبکه دیزنی به نام سقوط مکنزی بازی کرد که فیلمی مستقل اما برپایه سونی با یک شانس بود.
در سال ۲۰۱۱، او در فیلم فرشتگان و دختران گاوچران در کنار افرادی چون جیمز کرامول، بیلی مدیسن، جکسون رادبون و کتلین رز پرکینز بازی کرد.
در سال ۲۰۱۳، در فیلم تابستان داکوتا بازی کرد که ادامه فیلم فرشتگان و دختران گاوچران بود. در این فیلم در کنار افرادی چون کیت کارادین، امیلی بت ریکاردز و اسپنسر بولدمن بود.
در فوریه ۲۰۱۶، لسلی برای نقش «رایانا کروز» در سریال خاطرات خون‌آشام انتخاب شد.